# Newby (Cumbria)

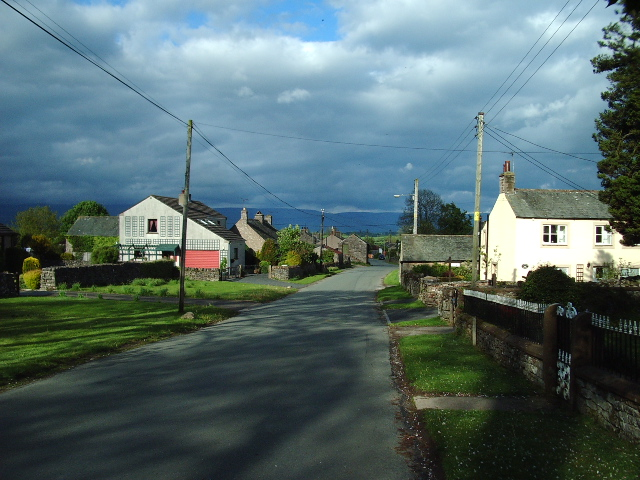

Newby ist ein Dorf und civil parish in der Unitary Authority Westmorland and Furness in der Grafschaft Cumbria im Nordwesten Englands. Im Jahr 2001 hatte es eine Bevölkerung von 164 Personen.